# Kenjirō Tsuda
Kenjirō Tsuda (津田 健次郎 Tsuda Kenjirō?,  Prefectura de Osaka, Japón, 11 de junio de 1971) es un actor y seiyū japonés. Ha participado en series como K-Project, The Prince of Tennis, Yu-Gi-Oh!, Jujutsu Kaisen, Chainsaw Man, Beyblade: Metal Fusion, entre otras. Está afiliado a Stardust Promotion, como actor. El 1 de abril de 2021, renunció de su agencia de seiyū Amuleto para inaugurar su propia agencia de talentos ANDSTIR.

## Carrera
Nacido en Osaka, Tsuda vivió en Yakarta, Indonesia, hasta los siete años (debido al trabajo de su padre). Es egresado de la Universidad de Meiji, donde estudió literatura teatral en el departamento de literatura; Originalmente había considerado querer hacer películas como director de cine, cuando también tenía interés en el campo de la interpretación. En el En • Theatre Research Institute, tomó y aprobó un curso sin título, entusiasmado con el trabajo teatral. 
Después de graduarse de una escuela de comercio, Tsuda había pertenecido a la oficina de un grupo de teatro. Al hacerlo, se habló de audiciones, y Tsuda hizo su debut en la actuación de voz como Atsushi Noda en la serie de televisión animada de 1995 "H2". Desde entonces, el trabajo de Tsuda se ha centrado en la actuación de voz, ya que ha trabajado en teatro, dramas televisivos y apariciones en películas, entre otros; además, ha estado activo en muchos niveles, incluso como narrador y personalidad de radio, en programas de televisión, comerciales y similares.
A Tsuda le gusta tanto filmar como ver películas. Comenzó a asistir a salas de cine en la secundaria; Aunque había visto viejas películas del oeste hasta el último año de secundaria y se centró en películas artísticas después de ingresar a la universidad, fundamentalmente su interés reside, evidentemente, en los no géneros.
En 2017, cuando Keiji Fujiwara se encontraba en tratamiento contra su enfermedad, Tsuda se hizo cargo como actor suplente para algunos papeles (los de Isami Enomoto en Uchū Senkan Yamato 2202: Ai no Senshi-tachi y Hannes en Shingeki no Kyojin)
El 2 de febrero de 2019, Tsuda debutó como director de cine con el lanzamiento de "Docuentertainment AD-LIVE" (el término es un acrónimo de "documental" y "entretenimiento" en inglés).
El 24 de noviembre de 2020, "Actor's Short Film", un proyecto lanzado por WOWOW para conmemorar los 30 años de la estación desde su apertura: cinco actores (que enfrentan las mismas condiciones, como presupuesto y tiempo) dirigieron individualmente cortometrajes de hasta 25 minutos. de largo cada uno; Se eligió una de esas cinco películas, según los votos de los espectadores y críticos de cine, que se presentaró en el Short Shorts Film Festival & Asia que se celebró en 2021; Tsuda participó con su propio cortometraje, "GET SET GO", que contó con los actores Ryo Ryusei y Shunsuke Daitō. Como director y guionista de la película, Tsuda también apareció en la película como actor. El 13 de enero de 2021 comenzó la distribución de estas cinco películas.

## Vida personal
Tsuda se casó con una mujer que conoció cuando comenzaba como actor de teatro (ella no es una celebridad, como Tsuda lo mencionó en su anuncio de Instagram) y tiene dos hijos. Al no anunciar oficialmente su matrimonio, Tsuda pensó, podría proteger la seguridad de su familia; Otra razón para este enfoque es el gran atractivo que los actores favoritos de Tsuda han tenido como figuras que no han mostrado su vida privada; él también tenía pensamientos de querer convertirse en una persona expresiva como esa, por lo que no había decidido casarse de forma pública. Sin embargo, en julio de 2020, recibió un aviso de que se había publicado una noticia sobre su matrimonio en una sección de una revista semanal (Shūkanshi) y decidió sacar a la luz estos hechos a través de su Instagram.

## Filmografía

### Anime
1995
- H2 como Atsushi Noda.

1996
- Rurouni Kenshin como Toramaru (ep. 13).
- Kodomo no Omocha como Takamitsu Kawai y Ryousuke Kashima.

1998
- Ojarumaru como Kanchou-san.

1999
- KochiKame como Hideyoshi Toyotomi y Matsukichi Katou.
- Medabots como Shatei/Bandido.

2000
- Yu-Gi-Oh! como Seto Kaiba y Critias (Humano).

2001
- The Prince of Tennis como Sadaharu Inui.

2002
- Naruto como Aoba Yamashiro y Shin'emon.

2003
- Ashita no Nadja como Harvey Livingstone.

2004
- Beck: Mongolian Chop Squad como Rikiya Kitazawa.

2005
- AIR como Keisuke Tachibana.
- Capeta como Kei Kajiwara.
- Kaiketsu Zorori como Tagojou.
- Speed Grapher como Niihari.
- Sugar Sugar Rune como Rockin' Robin/Rock'n Lovin.
- Yu-Gi-Oh! GX como Kaibaman.
- Zoids: Genesis como Seijuurou.

2006
- Air Gear como Spitfire.
- Ginyuu Mokushiroku Meine Liebe ~Wieder~ como Elmunt.
- Glass no Kantai como Cleo Aiolos Corbeille de Veil.
- Katekyō Hitman Reborn! como Lambo (adulto), Romeo y Spanner.
- Kekkaishi como Byaku.
- Lemon Angel Project como Masami Kudou.

2007
- Bokurano como Ichiro.
- Lovely Complex como Ryoji Suzuki.
- Naruto Shippūden como Aoba Yamashiro.
- Saint October como Kurtz.
- Skull Man como Yamaki.
- Wellber no Monogatari como Zarado Shisupuri.

2008
- Kuroshitsuji como O'Farrell.
- Nabari no Ō como Kazuhiko Yukimi.
- Soul Eater como Mifune.
- Wellber no Monogatari Dainimaku como Zarado Shisupuri.
- Yozakura Shijuusou ~Yozakura Quartet~ como Kousuke Yoshimura.

2009
- Basquash! como Ganz.
- Beyblade: Metal Fusion como Ryuga.
- Slap Up Party: Arad Senki como Orca.

2010
- Baka to Test to Shōkanjū como Shin Fukuhara.
- Hakuōki como Chikage Kazama.
- Hakuouki Hekketsu-roku como Chikage Kazama.

2011
- Beyblade Metal Fury como Ryuga.
- DD Hokuto no Ken como Yuda.
- Mobile Suit Gundam AGE como Dole Frost.
- Moshidora como Masato Kachi.
- Nurarihyon no Mago: Sennen Makyō como Dōji Ibaraki.
- Tiger & Bunny como Nathan Seymour/Fire Emblem.

2012
- Code:Breaker como Yukihina.
- Detective Conan como Takae Kiritani.
- Fairy Tail como Bacchus Grou
- Hakuouki Reimei-roku como Chikage Kazama.
- JoJo's Bizarre Adventure como Bruford.
- K-Project como Mikoto Suoh.
- Kingdom como Zhao Zhuang (Chō Sō).
- Toriko como Smile.
- Uchū Kyōdai como Vincent Bold.

2013
- Appleseed XIII como Greg.
- Battle Spirits: Saikyō Ginga Ultimate Zero como Ultimate-Alexander.
- DD Fist of the North Star como Yuda.
- Free! como Seijūrō Mikoshiba.
- Hakkenden: Tōhō Hakken Ibun 2 como Daikaku Inumura.
- Inazuma Eleven GO Galaxy como Bitway Ozrock y Stag Kwatta.
- Joujuu Senjin!! Mushibugyo como Manako.
- Kill la Kill como Jiro Suzaku.

2014
- Free! - Eternal Summer como Seijūrō Mikoshiba.
- Future Card Buddyfight como Raremaro Tefudanokimi.
- Hōzuki no Reitetsu como Yashaichi.
- Nobunagun como Annus/Robert Capa.
- Orenchi no Furo Jijō como Maki.
- Ping Pong The Animation como Egami.
- Pupa como Hotoki.
- Shingeki no Bahamut como Martinet.
- Space Dandy como Ferdinand.
- Tales of Zestiria como Zaveid.
- Tokyo Ghoul como Nico.

2015
- Fairy Tail como Silver Fullbuster
- Gangsta. como Nicolas Brown.
- Ghost in the Shell: Arise - Alternative Architercture como Pyromaniac.
- Kamisama Hajimemashita como el Padre de Nanami Momozono.
- Hibike! Euphonium como Takuya Gotō.
- K: Return of Kings como Mikoto Suoh.
- Plastic Memories como Yasutaka Hanada.
- Pokémon XY como Belmondo.
- Shinmai Maō no Testament como Mamoru Sakazaki.
- One Punch Man como Kamikaze/Atomic Samurai.
- Tokyo Ghoul √A como Nico.

2016
- 91 Days como Fango.
- All Out! como Satoshi Yoshida.
- Arslan Senki: Fūjin Ranbu como Graze.
- Bubuki Buranki como Shūsaku Matobai.
- Flip Flappers como Soruto.
- Hatsukoi Monster como Arashi Nagasawa.
- Joker Game como Jirō Kamō.
- Nanbaka como Mitsuru Hitokoe.
- Occultic;Nine como Kōhei Izumi.
- Servamp como Je-Je.
- Taboo Tattoo como R. R. Lurker.
- Tales of Zestiria the X como Zaveid.
- To Be Hero como Ossan.
- Watashi ga Motete Dōsunda como Tella.

2017
- Kono Subarashii Sekai ni Shukufuku wo! 2 como Hans.
- ACCA: 13-ku Kansatsu-ka como Nino.
- Demi-chan wa Kataritai como Ugaki.
- Hand Shakers como Daichi Nagaoka/Nagaoka.[1][2]
- Kirakira PreCure a la Mode como Genichirō Usami.
- Landreaall como Rokkō.
- Love Kome como Koshihikari.
- One Piece como Vinsmoke Yonji.
- Time Bokan 24 como O-3.
- Shōkoku no Altair como Virgilio Louis.
- Shingeki no Kyojin (2° Temporada) como Hannes.
- Tales of Zestiria the X 2º Temporada como Zaveid.

2018
- Gintama como Shijaku/Barkas.
- Golden Kamuy como Hyakunosuke Ogata.
- Juushinki Pandora como Doug Horvat.
- Lupin III: Part V como Alber d'Andrezy.
- Free! - Dive to the Future como Seijūrō Mikoshiba.
- Hakata Tonkotsu Ramens como Chegaru.
- Violet Evergarden como Damian Baldur Flugel.
- My Hero Academia 3rd Season como Kai Chisaki/Overhaul.
- Sirius the Jaeger como Evgraf.
- Nanatsu no Taizai: Imashime no Fukkatsu como Monspeet
- Tensei Shitara Slime Datta Ken como Vesta

2019
- Domestic na Kanojo como Masaki Kobayashi.
- Demon Lord, Retry! como Hakuto Kunai/Akira Ōno.
- Dōkyonin wa Hiza, Tokidoki, Atama no Ue. como Roku.
- JoJo's Bizarre Adventure Golden Wind como Tiziano.
- The Ones Within como Paka.
- Sarazanmai como Chikai Kuji.
- Cop Craft como Kei Matoba
- My Hero Academia 4th Season como Kai Chisaki/Overhaul.
- W'z como Daichi Nagaoka.
- Fire Force como Joker.
- Stand My Heroes: Piece of Truth como Masayoshi Ida.
- Mugen no Jūnin como Manji
- Dakaretai Otoko 1-Ni Odosarete Imasu como Romio Mitsudani.
- Midara na Ao-chan wa Benkyō ga Dekinai como Hanasaki Horie.
- Kenja no Mago como Zest

2020
- ID - Invaded como Akihito Narihisago/Sakaido.
- Ikebukuro West Gate Park como Shadow.
- Jibaku Shōnen Hanako-kun como Tsuchigomori (The 4pm Bookstacks).
- Tower of God como Lero Ro
- En'en no Shōbōtai como Joker.
- Kitsutsuki Tantei-dokoro como Kodo Nomura.
- Majutsushi Orphen Hagure Tabi como Uoar Curlaine.
- The God of High School como Jegal Taek.
- Jujutsu Kaisen como Kento Nanami.
- Boruto: Naruto Next Generations como Jigen e Isshiki Ōtsutsuki.
- Idolish7 como Takamasa Kujo.

2021
- Fumetsu no Anata e como El Espectador.
- World Trigger como Takumi Rindou, Koskero.
- Horimiya como Shin Yasuda.
- Platinum End como Gaku Yoneda.
- Uramichi Oniisan como Amon.
- Mushoku Tensei: Isekai Ittara Honki Dasu como Orsted.
- Sonny Boy como Kunihiko Yamada.
- Tsuki ga Michibiku Isekai Dōchū como Shiki.
- Kumo desu ga, Nani ka? como Merazophis

2022
- Chainsaw Man como Kishibe.
- Sabikui Bisco como Kurokawa.
- Shinobi no Ittoki como Kidō Minobe.

2023
- Ayaka: A Story of Bonds and Wounds como Makoto Yanagi.
- Bungō Stray Dogs Season 5 como Bram Stoker.
- Jujutsu Kaisen Season 2 como Kento Nanami.

2024
- Maō-sama, Retry! R como Hakuto Kunai.
- Metallic Rouge como Afdal Bashal.
- Ninja Kamui como Joe Logan/Higan.
- Sengoku Yōko como Yazen.
- The Fable como Kenji Kojima.
- Tsuki ga Michibiku Isekai Dōchū 2nd Season como Shiki.
- Ramen Akaneko como Bunzo.
- Ao no Miburo como Nagakura Shinpachi.
- Chi: Chikyū no Undō ni Tsuite como Nowak.

2025
- Farmagia como Diluculum.
- Kimi to Idol Pretty Cure como Kyuutaro.

### OVAs
2003
- A day of the Survival Mountain como Sadaharu Inui.

2006
- Prince of Tennis Zenkoku Taikai-Hen como Sadaharu Inui.

2009
- Ova Another Story como Sadaharu Inui.

2011
- Baka to Test to Shōkanjū como Shin Fukuhara y el Narrador.
- Hakuouki Sekka-roku como Chikage Kazama.

2014
- Terra Formars como God Lee.

2020
- Arknights 1st Anniversary Special Animation - Holy Knight Light como Emperor

### ONA
2012
- Pokémon Mystery Dungeon: Magnagate and the Infinite Labyrinth como el Narrador.

2015
- Ninja Slayer From Animation como Lobster.

2018
- BAKI como Sikorsky.
- Devilman: Crybaby como Kōji Nagasaki.

2019
- Kengan Ashura como Gaolang Wongsawat.
- Ultraman como Agent Adad.
- 7SEEDS como Ryouya Izayoi.

2020
- Ghost in the Shell: SAC 2045 como Standard.

2021
- Gokushufudo como Tatsu.
- Super Crooks como Johnny Bolt

2022
- Cyberpunk: Edgerunners como Ripperdoc/Doc.
- Romantic Killer como Tsuchiya.
- Thermae Romae Novae como Lucius Modestus.

### Películas
2004
- Yu-Gi-Oh! The Movie: Pyramid of Light como Seto Kaiba.

2005
- Atobe's Gift como Sadaharu Inui.
- Prince of Tennis - Futari no Samurai: The First Game como Sadaharu Inui.

2009
- Chocolate Underground como Joe Crawley.

2010
- Planzet como Ken Tazaki.

2011
- Prince of tennis -eikoku-shiki teikyū-jō kessen como Sadaharu Inui.

2012
- Gekijō-ban Tiger & Bunny -The Beginning- como Nathan Seymour/Fire Emblem.

2013
- Hakuōki Dai-isshō Kyoto Ranbu como Chikage Kazama.

2014
- Hakuōki Dai-nishō Shikon Sōkyū como Chikage Kazama.
- K: Missing Kings como Mikoto Suoh.

2016
- Gantz: O como Sanpei Taira.
- Yu-Gi-Oh!: The Dark Side of Dimensions como Seto Kaiba.

2017
- Uchuu Senkan Yamato 2202: Ai no Senshi-tachi como Isami Enomoto (reemplazando a Keiji Fujiwara).

2018
- Donten ni Warau Gaiden: Shukumei, Soutou no Fuuma como Eiichirou.
- Shingeki no Kyojin ~Kakusei no Hōkō como Hannes.

2019
- Code Geass: Fukkatsu no Lelouch como Swaile Qujappat.

2020
- Altered Carbon: Reenfundados como Hachisuka.

2021
- Ai no Utagoe o Kikasete como Saijо̄.
- Belle como Jelinek.
- Mobile Suit Gundam Hathaway como Gawman Nobile.
- Jujutsu Kaisen 0: la película como Kento Nanami.

2022
- Inu-Oh como el Padre de Inu-Oh.
- One Piece Film: Red como Gordon.

2024
- Baki Hanma vs. Kengan Ashura como Gaolang Wongsawat.

### TV
2021
- Kamen Rider Revice como Demons Driver.

### Especiales de TV
2007
- Pokémon Mystery Dungeon: Team Go-Getters Out Of The Gate! como Lombre.

2013
- Gekijō-ban Toriko Bishokushin no Special Menu como Smile.

### Películas y Series Live-Action
2002
- El club del suicidio como Mita.

2021
- El ingenuo del amo de casa como Tatsu (él mismo).
- Saiai como Atsushi Yamao.

2024
- Golden Kamuy como el Narrador.
- Eiga My Home Hero como Shino.

### VOMIC
- Toriko como Tom.

### CD Drama
- Barajou no Kiss como Kurama Mutsuki.
- Kusuriya no Hitorigoto como Gaoshun.
- Landreaall como Rokkou Luccafort.
- Ouran High School Host Club como Morinozuka Takashi.

### Comerciales
- Demental Man (tráiler) como el Narrador.

### Videojuegos
- Apollo Justice: Ace Attorney como Kristoph Gavin (Tráiler).
- Assassin's Creed IV: Black Flag como Edward Kenway.
- Bleach: Brave Souls como Tokinada Tsunayashiro.
- BlackStar - Theater Starlees - Sin
- Captain Tsubasa: Dream Team como Pedro Fonseca.
- CV: Casting Voice como Chitose Tokito.
- Death Stranding como Sam Porter Bridges.
- Desert Kingdom como Yismar.
- Enchanted Arms como Raigar.
- Hakuōki como Chikage Kazama.
- Hajime no Ippo: Fighting Souls como Tatsuya Kimura.
- Magical Days The Brats' Parade como Iori Shijima.
- NANA como Yasushi Takagi.
- Naruto x Boruto: Ultimate Ninja Storm Connections como Jigen.
- Shingeki no Bahamut como Kyza.
- Soulcalibur IV como Maxi.
- Tales of Zestiria como Zaveid.
- Tales of Berseria como Zaveid.
- Xenoblade Chronicles 2 como Zeke.
- Nightshade como Hanzō Hattori.
- The Charming Empire como Soshi Amazaki.
- Fate/Grand Order como Sigurd y Surtur
- Fullmetal Alchemist Mobile como Maes Hughes.
- Saint Seiya Awakening: KOTZ como Pisces Aphrodite.
- Sekiro: Shadows Die Twice como Genichiro Ashina.
- Bungo to Alchemist como Nakazato Kaizan.
- Touken Ranbu como Nihongou.
- Dragalia Lost como Mikoto.
- Genshin Impact como Dainsleif.
- Cookie Run: Kingdom como Almond Cookie
- Yu-Gi-Oh! Duel Links como Seto Kaiba (DM y DSOD/ELOD)
- Fire Emblem: Engage como Griss

### Musicales
- Air Gear como Spitfire.
- Air Gear: Super Range Remix como Spitfire.

### Doblaje
- Absentia como Cal Isaac.
- Ben-Hur como Poncio Pilato.
- Black Panther como Erik "Killmonger" Stevens/N'Jadaka.
- Black Panther: Wakanda Forever como Erik "Killmonger" Stevens/N'Jadaka.
- Burn Notice como Lucio Velasquez.
- Fifty Shades series como Christian Grey.
  - Fifty Shades of Grey
  - Fifty Shades Darker
  - Fifty Shades Freed
- Godzilla vs. Kong como el Dr. Nathan Lind.
- Hannibal como Francis Dolarhyde
- House of the Dragon como el Príncipe Daemon Targaryen.
- Megamind como Bernard.
- Mortal Kombat como Lord Raiden.
- Once Upon a Time como Sheriff Graham Humbert/The Huntsman.
- Puss in Boots: The Last Wish como Wolf/Death.
- Space Jam: A New Legacy como Al-G Rhythm.
- Star Wars series como Kylo Ren.
  - Star Wars: The Force Awakens
  - Star Wars: The Last Jedi
  - Star Wars: The Rise of Skywalker
- Supernatural como Castiel.
- The Lord of the Rings: The War of the Rohirrim como Wulf.
- The Suicide Squad como Silvio Luna.
- Top Gun como LT Bill "Cougar" Cortell (edición software):
- We Bare Bears: The Movie como el Agente Trout.
- What If...? como Killmonger.

## Música
- Como Nihongou, participó del sencillo Zoku Touken Ranbu: Hanamaru OP8/ED8 "Hanamaru Shirushi no Hi no Moto de ver.8" / "Ittai no Hibana, Himegoto ni Fure", de la serie Zoku Touken Ranbu: Hanamaru.[3]